# Pallavolo ai II Giochi centramericani e caraibici
La pallavolo ai II Giochi centramericani e caraibici si è disputata durante la II edizione dei Giochi centramericani e caraibici, che si è svolta a L'Avana, a Cuba, nel 1930.

## Podi
| Evento                        | Oro     | Argento | Bronzo      |
| Pallavolo maschile (dettagli) | Messico | Cuba    | El Salvador |